# Бродек-у-Пршерова
Бродек-у-Пршерова (чеш. Brodek u Přerova, нем. Brodek) — город в Чехии в районе Пршеров Оломоуцкого края. Находится в Моравии в восьми километрах к северо-западу города Пршеров.
Расположен в Верхнеморавская котловине, окружён с севера и запада ручьем Олешнице, который впадает в р. Морава, верхний приток Дуная.

## Население
| Год  | Численность | Численность |
| ---- | ----------- | ----------- |
| 1869 | 1001        | [ 6 ]       |
| 1880 | 1066        | [ 6 ]       |
| 1890 | 1243        | [ 6 ]       |
| 1900 | 1497        | [ 6 ]       |
| 1910 | 1590        | [ 6 ]       |
| 1921 | 1770        | [ 6 ]       |
| 1930 | 2170        | [ 6 ]       |
| 1950 | 2059        | [ 6 ]       |
| 1961 | 2181        | [ 6 ]       |
| 1970 | 2190        | [ 6 ]       |
| 1980 | 2081        | [ 6 ]       |
| 1991 | 1954        | [ 6 ]       |
| 2001 | 1915        | [ 6 ]       |
| 2014 | 2038        | [ 7 ]       |
| 2016 | 1997        | [ 8 ]       |
| 2017 | 1991        | [ 9 ]       |
| 2018 | 1989        | [ 10 ]      |
| 2019 | 1960        | [ 11 ]      |
| 2020 | 1940        | [ 12 ]      |
| 2021 | 1928        | [ 13 ]      |
| 2022 | 1876        | [ 14 ]      |
| 2023 | 1888        | [ 15 ]      |
| 2024 | 1873        | [ 4 ]       |

По состоянию на 1 января 2021 года население составляло 1 928 человек. Площадь — 891 га. Высота — 205 м.

## История
Первое письменное упоминание встречается в земских досках Королевства Богемия в мая 1301 года. Между 1301 и 1305 годами поселение перешло во владение Доминиканского монастыря Оломоуца. С 1536 г. это место называлось Бродек, позднее на латинском языке — Brodeca и Brodeka (1771).
Самый старый герб датируется 1626 годом; на нём изображена покровительница монастыря св. Катарина с пальмовым листом и правильным колесом, а под ним прыгающий налево олень.

## Экономика
Среди наиболее важных предприятий — литейный завод по производству колоколов Dytrych, солодовый завод Moravamalt и завод по розливу минеральной воды Hanácké závody.

## Достопримечательности
- Костёл рождества святого Иоанна Крестителя (1893)
- Карильон. Его двадцать два колокола принадлежат мастерам из семьи Дитрих, а архитектурный дизайн — работа художника Иржи Студенского. Самый большой колокол весит 220 кг, самый маленький — 5 кг. Карильон впервые зазвучал 1 января 2000 года в 00.00, в его программе можно стабильно хранить до сотни мелодий с возможностью дальнейшего расширения. Автоматическое управление запускает его ежедневно в 18:00, по воскресеньям и в праздничные дни также в 12:00. При этом его можно запустить вручную в любое время или, после подключения к электронной клавиатуре, играть прямо на нём как музыкальном инструменте.

## Уроженцы
- Долежелова, Рената (1950—2000) — чешская и чехословацкая актриса театра и кино.
- Обзина, Яромир (1929—2003) — чехословацкий политический и государственный деятель.